# 심보경
심보경(1967년 4월 18일 ~ )은 대한민국의 영화제작자이자 영화기획자, 영화마케터로, 영화제작사 보경사의 대표이사로 활동하고 있다.

## 학력
- 성균관대학교 경영학과 학사

## 경력
- 1990년 동광에이전시 광고기획 담당
- 1992년 매니지먼트사 에이펙스 근무
- 1992년 명기획 기획실장 겸 이사
- 2000년 명필름 기획이사
- 2000년 디엔딩닷컴 이사
- 2004년 MK 픽처스 이사
- 2006년 보경사 설립, 대표이사
- 유나이티드 픽처스 이사

## 작품

### 기획
- 《해가 서쪽에서 뜬다면》(1998년)
- 《쌍화점》(2008년)

### 홍보(마케팅)
- 《그 여자, 그 남자》(1993년)
- 《게임의 법칙》(1994년)
- 《조용한 가족》(1998년)
- 《해가 서쪽에서 뜬다면》(1998년)
- 《해피엔드》(1999년)

### 제작
- 《접속》(1997년)
- 《후 아 유》(2002년)
- 《바람난 가족》(2003년)
- 《안녕, 형아》(2005년)
- 《사생결단》(2006년)
- 《걸스카우트》(2008년)
- 《고고70》(2008년)

## 상훈
- 2002년 제3회〈올해의 여성영화인상〉 기술상 《후 아 유》
- 2005년 제6회〈올해의 여성영화인상〉 제작프로듀서상  《안녕, 형아》

## 가족
- 언니: 영화제작자 심재명 명필름 대표
- 형부: 영화감독 이은 명필름 대표